# Premios Revista El Gráfico - ANFP
Los Premios Revista El Gráfico - ANFP antes Premios Revista El Gráfico Chile son entregados por la revista El Gráfico Chile en conjunto con la ANFP a los futbolistas más destacados cada vez que finaliza la temporada del fútbol chileno. Se han entregado desde el año 2006 por la revista y desde el año 2018 en conjunto con el ente regidor del fútbol profesional en Chile.Debido a la paralización del fútbol en la temporada o la edición 2019 tras el estallido social en Chile, la ceremonia de los Premios de ese año no se celebró.
Los premiados son aquellos que forman parte del equipo ideal (desde el año 2007), el mejor director técnico, Easy Experto (desde el año 2009), el mejor jugador de la temporada según la revista. Representados por destacadas figuras del fútbol chileno como Sergio Livingstone, Elías Figueroa, Carlos Caszely, Fernando Solabarrieta, Iván Zamorano entre otros.También se entregan otros diversos Premios a las trayectorias o actuaciones destacadas.

## Historial

### Mejor Jugador
| Edición | Futbolista                                      | Club                                            | Club formador                                   |
| ------- | ----------------------------------------------- | ----------------------------------------------- | ----------------------------------------------- |
| 2006    | Matías Fernández                                | Colo-Colo                                       | Colo-Colo                                       |
| 2007    | Carlos Villanueva                               | Audax Italiano                                  | Deportes La Serena                              |
| 2008    | Lucas Barrios                                   | Colo-Colo                                       | Argentinos Juniors                              |
| 2009    | Rodrigo Millar                                  | Colo-Colo                                       | Huachipato                                      |
| 2010    | Roberto Gutiérrez                               | Universidad Católica                            | Universidad Católica                            |
| 2011    | Eduardo Vargas                                  | Universidad de Chile                            | Cobreloa                                        |
| 2012    | Carlos Muñoz                                    | Colo-Colo                                       | Santiago Wanderers                              |
| 2013    | Tomás Costa                                     | Universidad Católica                            | Rosario Central                                 |
| 2014    | Esteban Paredes                                 | Colo-Colo                                       | Santiago Morning                                |
| 2015    | Jean Beausejour                                 | Colo-Colo                                       | Universidad Católica                            |
| 2016    | José Pedro Fuenzalida                           | Universidad Católica                            | Universidad Católica                            |
| 2017    | Lorenzo Reyes                                   | Universidad de Chile                            | Huachipato                                      |
| 2018    | Luciano Aued                                    | Universidad Católica                            | Gimnasia y Esgrima La Plata                     |
| 2019    | No se realizó a causa del estallido social 2019 | No se realizó a causa del estallido social 2019 | No se realizó a causa del estallido social 2019 |
| 2020    | Matías Dituro                                   | Universidad Católica                            | Independiente de Bigand                         |

### Femenino
| Edición | Futbolista                                      | Club                                            | Club formador                                   |
| ------- | ----------------------------------------------- | ----------------------------------------------- | ----------------------------------------------- |
| 2017    | Yessenia Huenteo                                | Colo-Colo                                       | Colo-Colo                                       |
| 2018    | María José Urrutia                              | Palestino                                       | Universidad Católica                            |
| 2019    | No se realizó a causa del estallido social 2019 | No se realizó a causa del estallido social 2019 | No se realizó a causa del estallido social 2019 |
| 2020    | Karen Araya                                     | Santiago Morning                                | Unión La Calera                                 |

## Equipo Ideal

### 2007
| Equipo Ideal 2007 | Equipo Ideal 2007  | Equipo Ideal 2007         |
| Pos.              | Futbolista         | Equipo                    |
| ----------------- | ------------------ | ------------------------- |
| POR               | Nicolás Peric      | Audax Italiano            |
| DEF               | Boris Rieloff      | Audax Italiano            |
| DEF               | Miguel Riffo       | Colo-Colo                 |
| DEF               | Juan González      | Audax Italiano            |
| DEF               | Mauricio Aros      | Universidad de Concepción |
| MED               | Arturo Sanhueza    | Colo-Colo                 |
| MED               | Diego Scotti       | Audax Italiano            |
| MED               | Carlos Villanueva  | Audax Italiano            |
| MED               | Giovanni Hernández | Colo-Colo                 |
| DEL               | Esteban Fuertes    | Universidad Católica      |
| DEL               | Humberto Suazo     | Colo-Colo                 |

### 2008
| Equipo Ideal 2008 | Equipo Ideal 2008   | Equipo Ideal 2008    |
| Pos.              | Futbolista          | Equipo               |
| ----------------- | ------------------- | -------------------- |
| POR               | Cristian Muñoz      | Colo-Colo            |
| DEF               | Luis Pedro Figueroa | Colo-Colo            |
| DEF               | Cristian Vilches    | Palestino            |
| DEF               | Rodrigo Barra       | Rangers              |
| DEF               | Mauricio Arias      | Everton              |
| MED               | Arturo Sanhueza     | Colo-Colo            |
| MED               | Gary Medel          | Universidad Católica |
| MED               | Jaime Riveros       | Everton              |
| MED               | Walter Montillo     | Universidad de Chile |
| DEL               | Fabián Orellana     | Audax Italiano       |
| DEL               | Lucas Barrios       | Colo-Colo            |

### 2009
| Equipo Ideal 2009 | Equipo Ideal 2009   | Equipo Ideal 2009    |
| Pos.              | Futbolista          | Equipo               |
| ----------------- | ------------------- | -------------------- |
| POR               | Miguel Pinto        | Universidad de Chile |
| DEF               | Rodrigo Valenzuela  | Universidad Católica |
| DEF               | Marcos González     | Universidad Católica |
| DEF               | Sebastián Toro      | Colo-Colo            |
| DEF               | Rodolfo Madrid      | Unión Española       |
| MED               | Rodrigo Meléndez    | Colo-Colo            |
| MED               | Felipe Seymour      | Universidad de Chile |
| MED               | Damián Díaz         | Universidad Católica |
| MED               | Rodrigo Millar      | Colo-Colo            |
| DEL               | Esteban Paredes     | Colo-Colo            |
| DEL               | Juan Manuel Olivera | Universidad de Chile |

### 2010[4]
| Equipo Ideal 2010 | Equipo Ideal 2010  | Equipo Ideal 2010    |
| Pos.              | Futbolista         | Equipo               |
| ----------------- | ------------------ | -------------------- |
| POR               | Felipe Núñez       | Palestino            |
| DEF               | Boris Rieloff      | Audax Italiano       |
| DEF               | Sebastián Toro     | Colo-Colo            |
| DEF               | Christian Vilches  | Audax Italiano       |
| DEF               | Matías Campos Toro | Audax Italiano       |
| MED               | Francisco Silva    | Universidad Católica |
| MED               | Rodrigo Millar     | Colo-Colo            |
| MED               | Milovan Mirosevic  | Universidad Católica |
| DEL               | Carlos Muñoz       | Santiago Wanderers   |
| DEL               | Mauro Olivi        | Audax Italiano       |
| DEL               | Roberto Gutiérrez  | Universidad Católica |

### 2011[5]
| Equipo Ideal 2011 | Equipo Ideal 2011  | Equipo Ideal 2011         |
| Pos.              | Futbolista         | Equipo                    |
| ----------------- | ------------------ | ------------------------- |
| POR               | Johnny Herrera     | Club Universidad de Chile |
| DEF               | Leandro Delgado    | Unión Española            |
| DEF               | Marcos González    | Universidad de Chile      |
| DEF               | José Rojas         | Universidad de Chile      |
| MED               | Fernando Meneses   | Universidad Católica      |
| MED               | Charles Aránguiz   | Universidad de Chile      |
| MED               | Matías Campos Toro | Audax Italiano            |
| MED               | Ramón Fernández    | Unión La Calera           |
| DEL               | Eduardo Vargas     | Universidad de Chile      |
| DEL               | Matías Urbano      | Unión San Felipe          |
| DEL               | Esteban Paredes    | Colo-Colo                 |

### 2012[6]
| Equipo Ideal 2012 | Equipo Ideal 2012 | Equipo Ideal 2012    |
| Pos.              | Futbolista        | Equipo               |
| ----------------- | ----------------- | -------------------- |
| POR               | Johnny Herrera    | Universidad de Chile |
| DEF               | Luis Mena         | Colo-Colo            |
| DEF               | Damián Ledesma    | Rangers              |
| DEF               | José Rojas        | Universidad de Chile |
| MED               | Matías Rodríguez  | Universidad de Chile |
| MED               | Charles Aránguiz  | Universidad de Chile |
| MED               | Emiliano Vecchio  | Unión Española       |
| MED               | Ramón Fernández   | O'Higgins            |
| DEL               | Carlos Muñoz      | Colo-Colo            |
| DEL               | Braian Rodríguez  | Huachipato           |
| DEL               | Milton Caraglio   | Rangers              |

### 2013[7][8]
| Equipo Ideal 2013 | Equipo Ideal 2013     | Equipo Ideal 2013    |
| Pos.              | Futbolista            | Equipo               |
| ----------------- | --------------------- | -------------------- |
| POR               | Christopher Toselli   | Universidad Católica |
| DEF               | Cristián Álvarez      | Universidad Católica |
| DEF               | Julio Barroso         | O'Higgins            |
| DEF               | Jorge Ampuero         | Unión Española       |
| MED               | José Pedro Fuenzalida | Colo-Colo            |
| MED               | Tomás Costa           | Universidad Católica |
| MED               | Diego Scotti          | Unión Española       |
| MED               | Charles Aránguiz      | Universidad de Chile |
| MED               | Pablo Hernández       | O'Higgins            |
| DEL               | Ismael Sosa           | Universidad Católica |
| DEL               | Javier Elizondo       | Deportes Antofagasta |

### 2014[9]
| Equipo Ideal 2014 | Equipo Ideal 2014 | Equipo Ideal 2014    |
| Pos.              | Futbolista        | Equipo               |
| ----------------- | ----------------- | -------------------- |
| POR               | Justo Villar      | Colo-Colo            |
| DEF               | Gonzalo Fierro    | Colo-Colo            |
| DEF               | Julio Barroso     | Colo-Colo            |
| DEF               | José Rojas        | Universidad de Chile |
| DEF               | Mathías Corujo    | Universidad de Chile |
| MED               | Mathías Riquero   | Ñublense             |
| MED               | Jaime Valdés      | Colo-Colo            |
| MED               | Jorge Luna        | Santiago Wanderers   |
| MED               | Martín Rodríguez  | Huachipato           |
| DEL               | Gustavo Canales   | Universidad de Chile |
| DEL               | Esteban Paredes   | Colo-Colo            |

### 2015[10]
| Equipo Ideal 2015 | Equipo Ideal 2015 | Equipo Ideal 2015         |
| Pos.              | Futbolista        | Equipo                    |
| ----------------- | ----------------- | ------------------------- |
| POR               | Nicolás Peric     | Cobresal/ Audax Italiano  |
| DEF               | Mathías Corujo    | Universidad de Chile      |
| DEF               | Julio Barroso     | Colo-Colo                 |
| DEF               | Germán Lanaro     | Palestino/ U. Católica    |
| DEF               | Jean Beausejour   | Colo-Colo                 |
| MED               | Jaime Valdés      | Colo-Colo                 |
| MED               | Johan Fuentes     | Cobresal                  |
| MED               | Mark González     | Universidad Católica      |
| DEL               | Gabriel Vargas    | Universidad de Concepción |
| DEL               | Esteban Paredes   | Colo-Colo                 |
| DEL               | Gustavo Canales   | Universidad de Chile      |

### 2016
| Equipo Ideal 2016 | Equipo Ideal 2016     | Equipo Ideal 2016    |
| Pos.              | Futbolista            | Equipo               |
| ----------------- | --------------------- | -------------------- |
| POR               | Justo Villar          | Colo-Colo            |
| DEF               | Óscar Opazo           | Santiago Wanderers   |
| DEF               | Ezequiel Luna         | Palestino            |
| DEF               | Guillermo Maripán     | Universidad Católica |
| DEF               | Tomás Charles         | Deportes Iquique     |
| MED               | Agustín Farías        | Palestino            |
| MED               | José Pedro Fuenzalida | Universidad Católica |
| MED               | Martín Rodríguez      | Colo-Colo            |
| MED               | Leonardo Valencia     | Palestino            |
| DEL               | Nicolás Castillo      | Universidad Católica |
| DEL               | Diego Churín          | Unión Española       |

### 2017
| Equipo Ideal 2017 | Equipo Ideal 2017 | Equipo Ideal 2017    |
| Pos.              | Futbolista        | Equipo               |
| ----------------- | ----------------- | -------------------- |
| POR               | Johnny Herrera    | Universidad de Chile |
| DEF               | Juan Pablo Gómez  | Unión Española       |
| DEF               | Julio Barroso     | Colo-Colo            |
| DEF               | Cristián Suárez   | Everton              |
| DEF               | Jean Beausejour   | Universidad de Chile |
| MED               | Lorenzo Reyes     | Universidad de Chile |
| MED               | Bryan Carrasco    | Audax Italiano       |
| MED               | Yeferson Soteldo  | Huachipato           |
| MED               | Jorge Valdivia    | Colo-Colo            |
| DEL               | Mauricio Pinilla  | Universidad de Chile |
| DEL               | Esteban Paredes   | Colo-Colo            |

### 2018
| Equipo Ideal 2018 | Equipo Ideal 2018   | Equipo Ideal 2018         |
| Pos.              | Futbolista          | Equipo                    |
| ----------------- | ------------------- | ------------------------- |
| POR               | Matías Dituro       | Universidad Católica      |
| DEF               | Óscar Opazo         | Colo-Colo                 |
| DEF               | Germán Lanaro       | Universidad Católica      |
| DEF               | Rafael Vaz          | Universidad de Chile      |
| DEF               | Ronald de la Fuente | Universidad de Concepción |
| MED               | Luciano Aued        | Universidad Católica      |
| MED               | Fernando Manríquez  | Universidad de Concepción |
| MED               | Diego Buonanotte    | Universidad Católica      |
| DEL               | Eduard Bello        | Deportes Antofagasta      |
| DEL               | Esteban Paredes     | Colo-Colo                 |
| DEL               | Yeferson Soteldo    | Universidad de Chile      |

### 2020[11]
| Equipo Ideal 2020 | Equipo Ideal 2020 | Equipo Ideal 2020    |
| Pos.              | Futbolista        | Equipo               |
| ----------------- | ----------------- | -------------------- |
| POR               | Matías Dituro     | Universidad Católica |
| DEF               | Yonathan Andía    | Unión La Calera      |
| DEF               | Santiago García   | Unión La Calera      |
| DEF               | Valber Huerta     | Universidad Católica |
| DEF               | Erick Wiemberg    | Unión La Calera      |
| MED               | Ignacio Saavedra  | Universidad Católica |
| MED               | Juan Leiva        | Unión La Calera      |
| MED               | Luis Jiménez      | Palestino            |
| DEL               | Carlos Palacios   | Unión Española       |
| DEL               | Fernando Zampedri | Universidad Católica |
| DEL               | Edson Puch        | Universidad Católica |

## Otras distinciones

### Primera División

#### Mejor Director Técnico
| Año  | Director Técnico         | Equipo                    |
| 2006 | Claudio Borghi           | Colo-Colo                 |
| 2007 | Claudio Borghi Raúl Toro | Colo-Colo Audax Italiano  |
| 2008 | Nelson Acosta            | Everton                   |
| 2009 | Marco Antonio Figueroa   | Universidad Católica      |
| 2010 | Omar Labruna             | Audax Italiano            |
| 2011 | Jorge Sampaoli           | Universidad de Chile      |
| 2012 | Emiliano Astorga         | Palestino                 |
| 2013 | José Luis Sierra         | Unión Española            |
| 2014 | Hector Tapia             | Colo-Colo                 |
| 2015 | Ronald Fuentes           | Universidad de Concepción |
| 2016 | Mario Salas              | Universidad Católica      |
| 2017 | Ángel Guillermo Hoyos    | Universidad de Chile      |
| 2018 | Beñat San José           | Universidad Católica      |
| 2020 | Ariel Holan              | Universidad Católica      |

#### Jugador Experto Easy
| Año  | Futbolista        | Equipo               |
| 2009 | Diego Rivarola    | Santiago Morning     |
| 2015 | Roberto Gutiérrez | Universidad Católica |
| 2016 | Leonardo Valencia | Palestino            |
| 2017 | Jorge Valdivia    | Colo-Colo            |
| 2018 | Javier Parraguez  | Huachipato           |

#### Premio a la Trayectoria
| Año  | Futbolista                         |
| 2012 | Moisés Villarroel                  |
| 2013 | Nicolás Córdova                    |
| 2014 | Jorge Ormeño                       |
| 2015 | David Pizarro                      |
| 2016 | Johnny Herrera                     |
| 2017 | Cristián Álvarez Milovan Mirosevic |
| 2018 | Luis Jiménez                       |
| 2020 | Esteban Paredes                    |

#### Premio a la Popularidad
| Año  | Futbolista         | Equipo               |
| 2012 | Johnny Herrera     | Universidad de Chile |
| 2013 | José Rojas         | Universidad de Chile |
| 2014 | Johnny Herrera     | Universidad de Chile |
| 2015 | Mark González      | Universidad Católica |
| 2016 | Gustavo Lorenzetti | Universidad de Chile |

#### Mejor Jugador deCopa Chile
| Año  | Futbolista      | Equipo             |
| 2016 | Esteban Paredes | Colo-Colo          |
| 2017 | Enzo Gutiérrez  | Santiago Wanderers |
| 2018 | Luis Jiménez    | Palestino          |

#### Goleador del Año
| Año  | Futbolista      | País  | Equipo    |
| 2017 | Esteban Paredes | Chile | Colo-Colo |
| 2018 | Esteban Paredes | Chile | Colo-Colo |

#### Jugador Digital
| Año  | Futbolista     | País  | Equipo    |
| 2017 | Jorge Valdivia | Chile | Colo-Colo |

#### Mejor Jugador Extranjero
| Año  | Futbolista    | Equipo               |
| 2018 | Luciano Aued  | Universidad Católica |
| 2019 | Matías Dituro | Universidad Católica |
| 2020 | Matías Dituro | Universidad Católica |

#### Premio Fair Play
| Año  | Futbolista     | Equipo                    |
| 2018 | Cristián Muñoz | Universidad de Concepción |

#### Gol de Lujo
| Año  | Futbolista      | País  | Equipo    |
| 2018 | Esteban Paredes | Chile | Colo-Colo |

### Juveniles

#### Mejor Jugador Joven
| Año  | Futbolista         | País  | Equipo               |
| 2010 | Carlos Muñoz       | Chile | Santiago Wanderers   |
| 2011 | Felipe Mora        | Chile | Audax Italiano       |
| 2012 | Sebastián Martínez | Chile | Universidad de Chile |
| 2013 | César Fuentes      | Chile | O'Higgins            |
| 2014 | Martín Rodríguez   | Chile | Huachipato           |
| 2020 | Carlos Palacios    | Chile | Unión Española       |

#### Jugador destacado Sub-20
| Año  | Futbolista       | País  | Equipo               |
| 2013 | Nicolás Castillo | Chile | Universidad Católica |
| 2017 | Pablo Aránguiz   | Chile | Unión Española       |

#### Jugador Revelación
| Año  | Futbolista       | País  | Equipo               |
| 2015 | Diego Rojas      | Chile | Universidad Católica |
| 2016 | Jaime Carreño    | Chile | Universidad Católica |
| 2018 | Ignacio Saavedra | Chile | Universidad Católica |

#### Mejor Jugadora Sub-17
| Año  | Futbolista    | País  | Equipo    |
| 2018 | Isidora Olave | Chile | Colo-Colo |

#### Mejor Jugador Sub-17
| Año  | Futbolista        | País  | Equipo         |
| 2018 | Benjamín Galdames | Chile | Unión Española |

### Arbitraje

#### Premio al Mejor Árbitro
| Año  | Nombre        |
| 2018 | Roberto Tobar |
| 2020 | Roberto Tobar |

#### Premio al Mejor Árbitro Asistente
| Año  | Nombre         |
| 2018 | Carlos Astroza |

### Exterior

#### Mejor jugador chileno en Europa
| Año  | Futbolista     | Equipo  |
| 2014 | Alexis Sánchez | Arsenal |

#### Mejor jugador chileno en el Extranjero
| Año  | Futbolista | Equipo         |
| 2015 | Gary Medel | Inter de Milán |

#### Mejor jugadora chilena en el Extranjero
| Año  | Futbolista        | Equipo              |
| 2017 | Christiane Endler | París Saint-Germain |

### Periodismo

#### Premio al Mejor Relator
| Año  | Nombre              | Medio             |
| 2015 | Ernesto Díaz Correa | Radio Cooperativa |

#### Premio al Mejor Comentarista
| Año  | Nombre     | Medio             |
| 2016 | Igor Ochoa | Radio Cooperativa |

#### Premio a la Trayectoria Periodística
| Año  | Nombre                 | Medio             |
| 2008 | Héctor Vega Onesime    | El Gráfico        |
| 2011 | Sergio Brotfeld        | Radio Cooperativa |
| 2012 | Aldo Schiappacasse     | Radio Cooperativa |
| 2013 | Sergio Gilbert         | El Mercurio       |
| 2014 | Sergio Antonio Jerez   | Publimetro        |
| 2015 | Danilo Díaz            | ADN Radio Chile   |
| 2016 | Felipe Vial            | El Mercurio       |
| 2017 | Marco Antonio Cumsille | Canal 13          |

### Ascenso

#### Mejor Jugador de laPrimera B
| Año  | Futbolista       | Equipo                  |
| 2012 | Isaac Díaz       | Ñublense                |
| 2013 | Cris Martínez    | San Luis                |
| 2014 | Jorge Manduca    | Barnechea               |
| 2015 | Gustavo Dalsasso | Everton de Viña del Mar |
| 2016 | Alfredo Ábalos   | Curicó Unido            |
| 2017 | Sebastián Abreu  | Deportes Puerto Montt   |
| 2018 | Rodrigo Holgado  | Coquimbo Unido          |
| 2020 | Federico Mateos  | Ñublense                |

#### Mejor Jugador de laSegunda División Profesional
| Año  | Futbolista    | Equipo              |
| 2018 | Luca Pontigo  | Deportes Santa Cruz |
| 2020 | Diego Cuellar | Lautaro de Buin     |

### Otros

#### Mejor Jugador Futsal
| Año  | Futbolista             | Equipo               |
| 2018 | Eduardo Martínez-Conde | Universidad de Chile |

#### Mejor Jugador E-Sport
| Año  | Futbolista                 | Equipo               |
| 2018 | Ignacio Méndez Camilo Lara | Universidad Católica |

### Especiales

#### Mejor Director Técnico de la Década
| Año  | Director Técnico |
| 2015 | Jorge Sampaoli   |

#### Premio a la Promoción de Valores
| Año  | Equipo         |
| 2018 | Audax Italiano |

#### Premio Sergio Livingstone
| Año  | Equipo                  |
| 2018 | Selección de Chile 1962 |